# Kersti Merilaas
Kersti Merilaas (* 24. Novemberjul. / 7. Dezember 1913greg. in Narva; † 8. März 1986 in Tallinn) war eine estnische Lyrikerin und Übersetzerin. Daneben schrieb sie Gedichte und Prosa für Kinder sowie Theaterstücke.

## Leben und Werk
Kersti Merilaas wurde als Eugenia Moorberg kurz vor Ausbruch des Ersten Weltkriegs geboren. Sie verbrachte ihre Kindheit in Sankt Petersburg. 1917 kehrte ihre Mutter Anna Moorberg wegen der Revolutionswirren in Russland mit ihren beiden Kindern nach Estland zurück. Von 1921 bis 1927 besuchte sie die Schule in Kiltsi, danach in Väike-Maarja und in Rakvere. 1932 schloss sie das Gymnasium in Tapa ab. Nach der Schule schlug sie sich mit verschiedenen Arbeiten in ganz Estland durch.
Kersti Merilaas heiratete 1936 den estnischen Schriftsteller und Übersetzer August Sang (1914–1969). Ihr gemeinsamer Sohn ist der Lyriker Joel Sang (* 1950).
Ab 1936 lebte Kersti Merilaas in Tartu, wo sie als Bibliothekarin beschäftigt war. 1935 debütierte sie mit Gedichten unter dem Titel Loomingus. Sie schloss sich der literarischen Gruppe Arbujad (deutsch etwa Schamanen) an. 1938 wurde sie mit ihrer ersten Gedichtanthologie Maantee tuuled berühmt. Besonders ihre lyrische Beschäftigung mit Liebe und Natur fand großen Zuspruch. 1938 trat sie dem Estnischen Schriftstellerverband bei und war als freischaffende Autorin tätig.
Nach der sowjetischen Besetzung Estlands 1944 geriet sie bei den Behörden wegen angeblichem "bürgerlichen Nationalismus" in Misskredit. 1950 wurde sie aus dem Sowjetischen Schriftstellerverband Estlands entfernt. In dieser Zeit zog sie sich auf das Verfassen von Kinderliteratur zurück. Erst 1960 konnte sie sich unter der sowjetischen Zensur wieder freier entfalten.
Neben Lyrik und Prosa schrieb Kersti Merilaas Libretti für drei Opern von Gustav Ernesaks und war Übersetzerin aus dem Deutschen, u. a. der Werke von Brecht, Lichtenberg und Goethe.

## Werke (Auswahl)

### Gedichtanthologien
- "Maantee tuuled" (1938)
- "Rannapääsuke" (1963)
- "Kevadised koplid" (1966)
- "Kuukressid" (Auswahlsammlung, 1969)
- "Antud ja võetud" (1981)

### Kinderbücher
- "Munapühad" (1940)
- "Kallis kodu" (Gedichtsammlung, 1944)
- "Päikese paistel" (Gedichtsammlung, 1948)
- "Turvas" (1950)
- "Veskilaul" (1959)
- "Lugu mustast ja valgest" (1962)
- "Lumest lumeni" (1982)
- "Kui vanaema noor oli" (Gedichtanthologie, 1983)
- "Kindakiri. – Варежки" (Gedicht in estnischer und russischer Sprache, 1986)
- "Siit siiani. Piksepill" (Gedichtsammlung, 1989)

### Theaterstücke
- "Kaks viimast rida" (1973)
- "Pilli-Tiidu" (1974)